# Hongkou
Distrito de Hongkou é um bairro da zona norte do núcleo central de Xangai, República Popular da China. Dispõe de uma área de terra de 23,48 km2 (9,07 sq mi) e uma população de 782.991 habitantes em 2014.

## Ler mais
- «Hongkou District». Encyclopedia of Shanghai. Governo Municipal de Xangai. 2010. Consultado em 23 de julho de 2016. Arquivado do original em 2 de março de 2013